# Cina ai XVIII Giochi olimpici invernali
La Cina partecipò ai XVIII Giochi olimpici invernali, svoltisi a Nagano, Giappone, dal 7 al 22 febbraio 1998, con una delegazione di 57 atleti impegnati in sette discipline.